# 키네토스코프

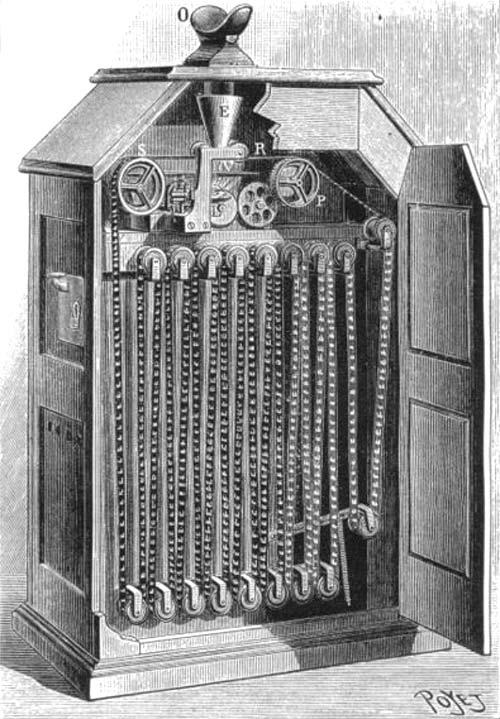
키네토스코프의 모습.

키네토스코프(영어: Kinetoscope)는 에디슨이 1889년에 창안한 최초로 발명된 영화 영사 장치이다. 키네토스코프는 한번에 한 사람이 장치 상부의 작은 창을 통해 들여다보는 형태로 설계되었다. 키네토스코프는 영사기는 아니었지만, 관원을 통해 일련의 고속 필름 셔터 이미지를 전달하여 움직이는 상을 만들어 줌으로써 비디오가 출현하기 전까지 모든 영화적 영사기의 표준이 되는 기본적인 접근 방법을 제시했다. 보통 20~30초 정도로 키스, 권투 장면, 스트립쇼 같은 자극적인 내용을 담았다.

## 보는 방법
동전을 넣으면 틈이 난 구멍으로 한 줄의 필름이 렌즈와 전구 사이를 통해 빠르게 지나 구멍의 뒤편에 좁다란 홈으로 물레와 같이 감기면서 셔터를 터뜨리는 방식이었다. 그런 방식으로 1초에 46프레임이 이동하면서 사람이나 사물의 움직임을 만들어냈다. 당시로서는 놀라운 경험을 보기 위해 줄을 서서 보는 진풍경이 벌어지기도 했다.